# إنفينيكس موبيل
إنفينيكس موبيل (بالإنجليزية: Infinix Mobile) هي شركة هواتف ذكية صينية من هونغ كونغ، تأسست في عام 2013. تمتلك الشركة مراكز البحوث والتنمية في باريس وشنغهاي، كما لديها مصنع لتصنيع الهواتف المحمولة تحت علامة "Infinix" في الصين. وتتوافر هواتفها في حوالي 30 بلداً في مختلف أنحاء العالم، حيث تحظى العلامة بشعبية خاصة في كل من الشرق الأوسط والبلدان الأفريقية (خاصة سوريا ومصر والمغرب ونيجيريا وزامبيا وكينيا). إنفينيكس هي علامة تجارية ذكية متميزة من الشركة القابضة "TRANSSION".
وشركة «أنفينيكس» منذ تأسيسها، وهي تروّج لخطوط الإنتاج الست : «جي تي » (GT) و«زيرو» (ZERO) و«نوت» (NOTE) و«هوت» (HOT) و«هوت إس» (HOT S) و«سمارت»(SMART)
 في السوق العالمية، حيث تصل إلى الدول في أوروبا وأفريقيا وأمريكا اللاتينية والشرق الأوسط وآسيا. وتروج أيضا في شرق الهند وباكستان.
في عام 2017، اكتسبت العلامة التجارية حصة في السوق المصري، وترتفع إلى المركز الثالث بعد كل من سامسونج وهواوي.

## وصلات خارجية
- الموقع الرسمي
- رقم انفينكس